# Чорногорівська група
Чорногорівська група пам'яток — передскіфський ступінь кімерійської культури ранньої залізної доби (950—650 роки до Р. Х.) в Північному Надчорномор'ї. Назва групи пам'яток отримала від кургану біля села Чорногорівка (тепер місто Сіверськ, Бахмутський район, Донецька область), розкопаного Василем Городцовим у 1901 році. В основному поширені у степах між Прутом й нижнім Подонням.
Важливою пам'яткою є розкопана у Запорізькому Задніпров'ї у 1971 році Висока Могила (поховання 2 й 5). Поховання № 5 датується 900—750 роками до Р. Х. й поховання № 2 — 750—650 роками до Р. Х..
Згідно з письмовими джерелами носії чорногорівської групи кочували до приходу скіфів, таким чином їх ототожнюють з історичними кімерійцями. Велику роль у чорногорівській групі відігравало вершництво, що простежується за похоронними пам'ятками. Основне заняття населення — кочове скотарство. Вважається, що мали конфлікти з племенами кобанської культури.
Новочеркаська група пам'яток є іншим ступенем розвитку кімерійської культури, що була поширена вже від Волги до Дунаю й ототожнюється зі східноєвропейськими фракійсько-кімерійськими знахідками.
У чорногорівських зразках визначені Y-хромосомні гаплогрупи R1a-Z93, Q1a1 та мітохондріальні гаплогрупи C5c, H9a, R.